# 트래픽 셰이핑
트래픽 셰이핑(영어: traffic shaping→통신량 조절)은 컴퓨터 네트워크의 통신량을 제어하여, 패킷을 지연시킴으로써 대역폭을 확보하고 통신 성능을 보장하거나 최적화하는 일이다. 퍼포먼스 보장, 활용, 대기개선과 지연되는 패킷에 대하여 사용가능 대역폭을 증가시키는 것과 같은 네트워크 트래픽 컨트롤에 대하여 기준을 제공한다. 패킷 셰이핑(packet shaping→패킷 조절) 또는 인터넷 트래픽 관리 실무(Internet Traffic management Practices; ITMPs)라고도 한다.
트래픽 셰이핑은 어떠한 동작이 설정된 네트워크 패킷( stream 또는 flow )에 사전에 정의된 규칙을 적용하여 조절한다.(축약 또는 트래픽 프로파일과 같은 규칙) 트래픽 셰이핑은 네트워크 내부 특정구간의 네트워크 트래픽을 조정하는 것(대역폭 조절, bandwidth throtting), 네트워크 트래픽의 최대 사용(전송율 제한, rate limitimg), 또는 더 복잡한 기준인 GCRA 같은 것을 의미할 수도 있지만, 트래픽 셰이핑은 지연된 패킷에 대해서만 적용된다. 주로 네트워크가 시작되는 부분에서 적용이 되지만 트래픽 소스 또는 네트워크 내의 구성요소에 적용되기도 한다.

## 같이 보기
- QoS
- 망 중립성